# Karen Mulder
Karen Mulder (* 1. Juni 1970 in Vlaardingen, Niederlande) ist ein niederländisches Supermodel der späten 1980er- und 1990er-Jahre.

## Leben
Ihre Karriere begann 1986 mit dem Gewinn der nationalen Ausscheidung des Elite-Model-Look-Wettbewerbs und dem zweiten Platz im Weltfinale.
Sie war unter anderem auf den Titelseiten von Vogue und Cosmopolitan und hatte einen Vertrag bei Guess. Die erste Ausgabe der Top Model war ihr gewidmet, ebenso wie eine komplette Ausgabe der Italian Vogue.
Ihre Agentur war das Elite Model Management. Sie modelte für Marken wie Victoria’s Secret, Calvin Klein, Nivea, Ralph Lauren und Versace.
Hasbro brachte 1995 eine Karen Mulder doll auf den Markt. 1998 erschien ein Videofilm Mulders, Karen Mulder – Die Geheimnisse der Schönheit, mit „Beauty-Tips in Sachen Mode, Kosmetik, Ernährung, Fitness und Lifestyle“. 2002 erschien ihre Hitparaden-Single I Am What I Am, ein Song aus dem Soundtrack des Films Wie die Karnickel. Im Jahr 2004 veröffentlichte sie ihr erstes Album Karen Mulder, das sie vorwiegend in französischer Sprache eingesungen hat.
Sie nimmt regelmäßig am jährlichen Wohltätigkeitskonzert der Les Enfoirés teil, dem größten Medienereignis in der frankophonen Welt. Sie ist Mutter einer Tochter.
Ihre jüngere Schwester ist die Schauspielerin Saskia Mulder.